# Умаров, Ерхан Булатжанович
Ерхан Булатжанович Умаров (12 апреля 1979, Казахская ССР) — казахстанский государственный и политический деятель, аким города Актобе (2012—2015).

## Биография
Ерхан Булатжанович Умаров родился 12 апреля 1979 года. Окончил Казахскую государственную академию транспорта и коммуникаций по специальности инженер-механик и Казахский гуманитарно-юридический университет по специальности юрист. Владеет казахским и русским языками.
Трудовую деятельность начал с должности ведущего специалиста, а позднее главного специалиста отдела строительства и инженерных коммуникаций аппарата акима города Актобе.
В дальнейшем был директором ТОО «Ремсервис» и КГП «Тазалык».
Работал советником акима города Актобе.
Затем занимает должность заместителя начальника, а потом начальника ГУ «Отдел жилищно-коммунального хозяйства, пассажирского транспорта и автомобильных дорог г. Актобе».
С октября 2008 по 26 июля 2011 года был заместителем акима города Актобе.
С 26 июля 2011 г. по 24 января 2012 года работал заместителем акима Актюбинской области.
С 24 января 2012 г. по 17 февраля 2012 г. был первым заместителем акима Актюбинской области.
17 февраля 2012 года назначен на должность акима города Актобе. 
27 октября 2015 года освобождён от должности в связи с переходом на другую работу.
С октября 2015 по 3 октября 2016 года — главный инспектор Канцелярии Премьер-Министра РК.
С 3 октября 2016 года распоряжением Премьер-Министра Республики Казахстан назначен заместителем Руководителя Канцелярии Премьер-Министра Республики Казахстан.
С 2018 года заведующий Отделом регионального развития Канцелярии Премьер-Министра РК.

## Награды
- Орден Курмет (2019)
- Юбилейная медаль «Қазақстан Республикасының тәуелсіздігіне 20 жыл» (2011)
- Юбилейная медаль «Қазақстан Республикасының Қарулы Күштеріне 20 жыл» (2012)